# 大明寺 (揚州市)

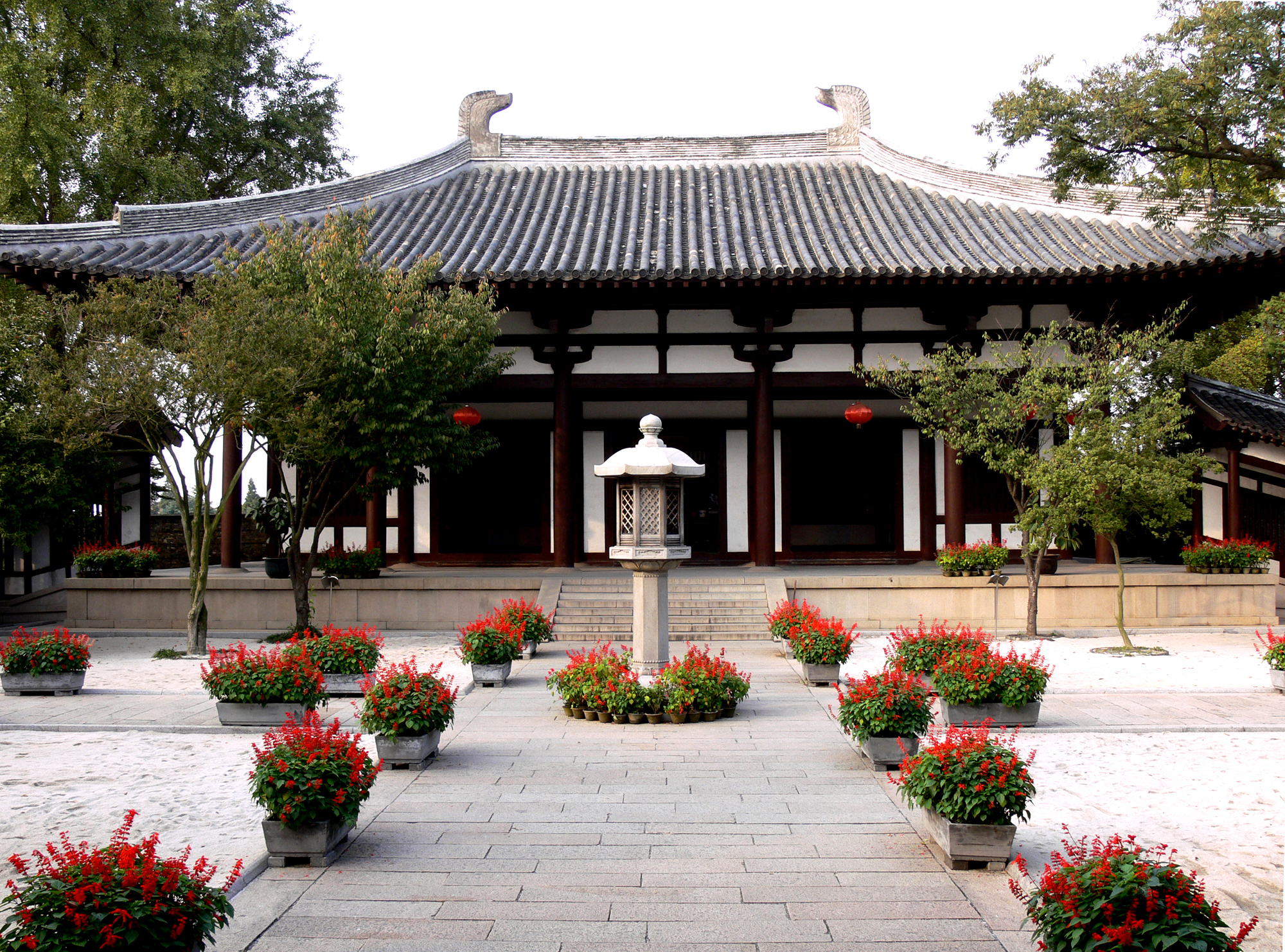
鑑真記念堂。

大明寺（だいめいじ）は、中華人民共和国江蘇省揚州市邗江区にある仏教寺院。

## 歴史
南北朝・宋の時代の大明年間（457年 - 464年）に創建された仏教寺院である。隋の仁寿元年（601年）、隋の初代皇帝・楊堅の60歳の誕生日を祝って、遺骨を納めるために全国に30の塔を建てるという勅令が出され、この寺院にも「棲霊塔」と呼ばれる塔が建立された。
唐の天宝2年（743年）、日本へ仏法や戒律を伝えた高僧鑑真が住職を務めていた。
会昌3年（843年）、大火で棲霊塔が焼失した。
北宋の慶暦年間、揚州知州となった欧陽脩が、平山堂を建立した。
明の万暦年間、揚州府知府呉秀は寺院を再建した。崇禎12年（1639年）、漕御史楊仁愿は寺院を再建した。
清の乾隆30年（1765年）、乾隆帝から「法浄寺」の額を賜った。咸豊3年（1853年）太平天国の乱の火難で、寺は全焼した。同治9年（1870年）、塩運使方浚頤は寺院を再建した。
民国4年（1915年）、住職僧昌泉と程禎祥が資金を募り全面重建し、1947年に落成した。
1949年より後、地元政府は寺院を修復する。
1957年8月、江蘇省人民政府は当寺を江蘇省文物単位に認定した。1958年、江蘇省人民政府は当寺を江蘇省保護単位に認定した。
文化大革命のとき、紅衛兵により對寺廟などの宗教施設が徹底的に破壊された。
1980年、大明寺と改称。
1983年、中華人民共和国国務院は仏寺を漢族地区仏教全国重点寺院に認定した。
2005年6月5日、釈星雲の呼びかけで、台湾仏光山文教基金会が5000余万元を寄付して鑑真図書館を建造、2007年5月18日に落成した。
2006年5月25日、中華人民共和国国務院は当寺を第六批全国重点文物保護単位に認定した。
2014年4月21日、福田康夫元首相は江蘇省揚州市の大明寺鑑真記念堂を訪れ、「心連心」と揮毫し、その書を大明寺に贈った。

## 伽藍
- 牌楼
- 天王殿
- 平山堂
- 棲霊塔（唐代に火事で焼失し、その後北宋に再建された棲霊塔も明代の末期に戦乱で消失してしまうという歴史を辿った。1996年再建）
- 鑑真記念堂（鑑真の逝去1200周年を記念するために建てられたもので、建築全体のスタイルは唐の時代の建築様式を参考にして、1973年に完成された。設計者は梁思成）
- 鑑真坐像（唐招提寺所蔵の国宝鑑真和上像のレプリカ）
- 遣唐使船の模型
- 唐鑑真和尚遺址碑（日本学者常盤大定建立）
- 石灯籠（奈良県の唐招提寺の森本孝順贈与）
- 銅香炉（1980年4月5日、昭和天皇贈与）
- 西園
- 鑑真図書館
- 鐘楼と鼓楼（2000年建立、唐代の建築様式、全体の建築構造は唐招提寺の鼓楼の構造が参考とされたという）
- 弘仏亭（池田和夫贈与、西晋の観音白玉仏首）

## 重要文化財
- 清代書道家鄧石如篆書「般若波羅蜜多心経」碑刻

## 主な住僧
- 鑑真
- 釈星雲
- 浄因
- 瑞祥
- 能勤
- 能修